# Ajax Records (Quebec)
Ajax Records war ein nordamerikanisches Plattenlabel, das seinen Sitz in Quebec, Kanada und Chicago, Illinois hatte und von 1921 bis 1926 bestand.
Das Label war ein Sublabel der Compo Company in Lachine, Quebec. Chef von Ajax Records war H. S. Berliner, der Sohn des Schallplattenpioniers Emile Berliner. Die Firma veröffentlichte ihre erste Platte im Oktober 1923, die letzte im Sommer 1925. Für die damalige Zeit war die Audioqualität der Veröffentlichungen sehr hoch. Der Hauptsitz der Firma war Quebec, in Chicago gab es eine Niederlassung, aber kein Aufnahmestudio. Die Studios der Firma befanden sich in Montreal und New York City. Die Platten wurden in Quebec gepresst, aber nur in den USA vertrieben. Die Verkaufszahlen außerhalb des Nordwestens der USA waren gering.
Zu den Künstlern, die auf Ajax veröffentlichten, gehörten Rosa Henderson, Edna Hicks, Viola McCoy, Monette Moore und Mamie Smith. Neben diesen wurden auf Ajax auch Platten veröffentlicht, deren Masters sie von Pathe Records und der Plaza Music Company erhielten.
Unter dem Namen Ajax Records gibt es heute in Chicago ein kleines Indielabel.